# Joseph M. Schenck
Joseph Michael Schenck (Rýbinsk; 25 de diciembre de 1876-Los Ángeles; 22 de octubre de 1961) fue un ejecutivo de estudio de cine estadounidense nacido en Rusia. Fue el cofundador de 20th Century Fox y uno de los 36 miembros fundadores de la Academia de Artes y Ciencias Cinematográficas.

## Vida y carrera
Schenck nació en el seno de una familia judía en Rýbinsk, Óblast de Yaroslavl, Imperio ruso. Emigró a la ciudad de Nueva York el 19 de julio de 1892 con el nombre de Ossip Schenker; y con su hermano menor, Nicholas Schenck finalmente se metió en el negocio del entretenimiento, operando concesiones en el parque de atracciones Fort George de Nueva York. Reconociendo el potencial, en 1909 los hermanos Schenck compraron el parque de atracciones Palisades y luego se convirtieron en participantes de la incipiente industria cinematográfica en asociación con Marcus Loew, que operaba una cadena de salas de cine.
En 1916, a través de su participación en el negocio del cine, Joseph Schenck conoció y se casó con Norma Talmadge, una de las principales estrellas jóvenes de Vitagraph Studios. Él sería el primero de sus tres maridos, pero ella fue su única esposa. Schenck supervisó, controló y alimentó su carrera en alianza con su madre. En 1917, la pareja formó Norma Talmadge Film Corporation, que se convirtió en una empresa lucrativa. Se divorciaron en 1934; Schenck luego construyó una casa en Palm Springs, California.
Después de separarse de su hermano, Joseph Schenck se mudó a la costa oeste, donde parecía estar el futuro de la industria cinematográfica. A los pocos años, Schenck se convirtió en el segundo presidente de United Artists.
En 1933 se asoció con Darryl F. Zanuck para crear Twentieth Century Pictures, que se fusionó con Fox Film Corporation en 1935. Como presidente de la nueva 20th Century Fox, fue una de las personas más poderosas e influyentes en el negocio del cine. Atrapado en un plan de pago para comprar la paz con los sindicatos militantes, fue condenado por evasión de impuestos y pasó un tiempo en prisión antes de que se le concediera el indulto presidencial. Después de su liberación, regresó a 20th Century Fox, donde se enamoró de la desconocida Marilyn Monroe y desempeñó un papel clave en el lanzamiento de su carrera.

## Honores
Uno de los fundadores de la Academia de Artes y Ciencias Cinematográficas, en 1952 recibió un Premio Óscar honorífico en reconocimiento a su contribución al desarrollo de la industria cinematográfica. Tiene una estrella en el Paseo de la Fama de Hollywood en 6757 Hollywood Blvd.

## Muerte
Schenck se retiró en 1957 y poco después sufrió un derrame cerebral, del que nunca se recuperó por completo. Murió en Los Ángeles en 1961 a la edad de 84 años y fue enterrado en el cementerio Maimónides en Brooklyn, Nueva York.

## Premios y distinciones
Premios Óscar
| Año  | Categoría        | Resultado |
| ---- | ---------------- | --------- |
| 1953 | Óscar honorífico | Ganador   |